# Eyvind
Eyvind ist ein männlicher Vorname. 

## Herkunft und Bedeutung
Eyvind stammt aus dem Norwegischen und lautet in ursprünglicher Schreibweise „Øyvind“. Bedeutungen sind „Auf einer Insel lebend“ oder „Glücklich und beschenkt“.

## Varianten
- Norwegisch:

Eyvindr, Even, Eivin, Eiven, Eyvinn, Eivinn

## Bekannte Namensträger
- Eyvind Alnæs (1872–1932), norwegischer Komponist
- Eyvind Børge Martin Marius Bastholm (1904–1989), dänischer Medizinhistoriker
- Eyvind Earle (1916–2000), US-amerikanischer Maler
- Eyvind Johnson (1900–1976), schwedischer Schriftsteller (Nobelpreis für Literatur 1976)
- Eyvind Kang (* um 1972), US-amerikanischer Komponist
- Eyvind Lambi, norwegischer Wikinger zur Zeit der ersten Jahrtausendwende christlicher Zeitrechnung
- Eyvind Hugo Wichmann (1928–2019), US-amerikanischer theoretischer Physiker